# Kinlochewe
Kinlochewe (in gaelico scozzese: Ceann Loch Iú) è un villaggio delle Highlands occidentali, nel nord-ovest della Scozia, situato a sud del Loch Maree, nella regione del Wester Ross (Ross and Cromarty, Highland).

## Etimologia
Il toponimo gaelico Ceann Loch Iú (da cui Kinlochewe) significa letteralmente "testa (kin) del Loch Ewe (fino al 1700 altro nome del Loch Maree)".

## Geografia fisica

### Collocazione
Kinlochewe si trova tra i villaggi di Torridon ed Achnasheen (rispettivamente ad est/nord-est e a ad ovest/nord-ovest della prima), a circa 30 km a sud-est di Gairloch.   
Seppur localizzato nell'estremo Nord del Regno Unito il giorno 28 gennaio 2024, si sono registrati ben 19,6°C stabilendo il nuovo record nazionale, a causa delle correnti favoniche dalle Highland Scozzesi.

## Luoghi d'interesse
A Kinlochewe si trova un memoriale della prima guerra mondiale.